# Irányítószámok Magyarországon

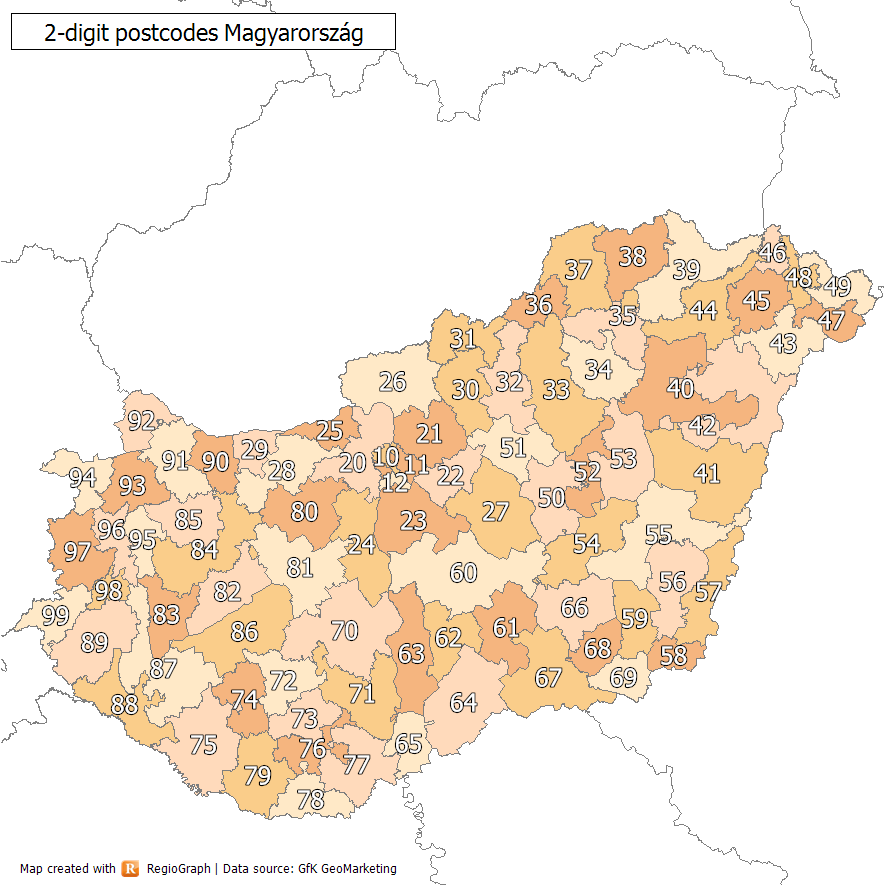
Magyarország irányítószámai a második jegyig

Magyarország irányítószámainak rendszerét 1973-ban vezették be. Négy számjegyből állnak. Az első számjegy a postai régiót jelöli: az 1-es Budapestet, a 2-es Budapest környékét jelöli, a továbbiak pedig az óramutató járásával megegyező sorrendben körbejárják az országot (3-as: Észak-Magyarország, 4-es: a Tiszántúl északi része, 5-ös: az Alföld középső része, 6-os: Dél-Alföld, 7-es: Dél-Dunántúl, 8-as: a Balaton környéke, 9-es: Észak-Dunántúl); a második számjegy általában Budapesttől távolodva növekszik (pl. 3000 Hatvan, 3100 Salgótarján, 3200 Gyöngyös, 3300 Eger, 3400 Mezőkövesd, 3500 Miskolc).
| 1. számjegy | Központ (kerek ezres irányítószámú település) | Terület                  |
| ----------- | --------------------------------------------- | ------------------------ |
| 1xxx*       | Budapest                                      | Budapest                 |
| 2xxx        | Szentendre                                    | Budapest környéke        |
| 3xxx        | Hatvan                                        | Észak-Magyarország       |
| 4xxx        | Debrecen                                      | a Tiszántúl északi része |
| 5xxx        | Szolnok                                       | az Alföld középső része  |
| 6xxx        | Kecskemét                                     | Dél-Alföld               |
| 7xxx        | Sárbogárd                                     | Dél-Dunántúl             |
| 8xxx        | Székesfehérvár                                | Közép-Dunántúl           |
| 9xxx        | Győr                                          | Észak-Dunántúl           |

Megjegyzés* Az 100x irányítószámok a Magyar Posta belső technikai száma is lehet, amely fizikailag nem feltétlenül Budapesten található (pl. 1000: Országos Logisztikai Központ – OLK, Budaörs; 1005: Nemzetközi Posta Kicserélő Központ – NPKK, Vecsés)
A fenti városok közül nem mindegyik megyeszékhely: Hatvan, Sárbogárd és Szentendre városok, de nem megyeszékhelyek, azonban mindannyian nagy csomópontok, közülük Sárbogárd lakónépessége a legkisebb, de Szentendre és Hatvan is 30 ezernél kisebb népességű város. Itt is a Budapesthez való közelség volt a mérvadó: az akkor (1973 előtt) Budapesthez legközelebb eső, viszonylag központi jellegű település kapta az ezerrel osztható irányítószámot.
A teljes irányítószám meghatározza a postai kézbesítési körzetet, ahol a cím található. Budapest, Debrecen, Győr, Miskolc, Pécs és Szeged több körzetre oszlanak, Budapesten a második és harmadik számjegy a közigazgatási kerületet jelöli. A kisebb településeknek általában saját irányítószámuk van, de esetenként előfordul, hogy önálló postahivatal nélküli települések közös irányítószámon osztoznak.
Budapesten az irányítószámok 1abx formátumúak, ahol ab az adott kerület számát jelöli (01-től 23-ig), x pedig a postahivatal száma. Egy különleges rendszer létezik a postafiókokra, amely nem követi a kerületi rendszert: az 1000-es irányítószám az Országos Logisztikai Központot jelöli, amely viszont éppen Budapesten kívül esik, Budaörsön található, a 2000-es zónában (a város irányítószáma 2040). A Margitsziget irányítószáma sem követi a kerületi rendszert 2013 óta, amióta a sziget a főváros közvetlen irányítása alá tartozik (irányítószáma 1007), előtte a XIII. kerület része volt (irányítószáma 1138 volt). A nagy levélforgalmú intézményeknél gyakori (volt) az egyedi irányítószám (pl. Magyar Államkincstár 1909, Nyugdíjfolyósító 1820, Országos Széchényi Könyvtár 1827, Magyar Televízió 1810). A legmagasabb magyar irányítószám a 9985, ami Felsőszölnök Vas vármegyei településé.
A rendszer az ország nagy részén a következőképpen van megszerkesztve:
- A megyeszékhelyeknek mindig 00-ra végződő irányítószámuk van, kivéve, ha ott van más irányítószám is. A megyei jogú városok közül az egyetlen Érd, amelynek irányítószáma nem osztható százzal (2030). A 00-ra végződő irányítószámú települések egyébként is országosan jelentősek. Érdekes, hogy kerek százas számok közül egyedül a 4500-as irányítószám nincs kiosztva az országban, a legkisebb 45-tel kezdődő irányítószámú település Kemecse (4501).
- A városoknak általában 0-ra végződik az irányítószámuk, de nem mindegyiknek. Ilyen például Piliscsaba (2081), az előzőleg említett Kemecse (4501) vagy Kecel (6237). Ugyanakkor nem csak városnak végződhet 0-ra az irányítószáma, például Pilisjászfalu (2080), Szendehely (2640) és Bakonyszentkirály (8430) is községek.
- A kisebb településeknek más számjegyre végződik az irányítószámuk.
- A nagyobb városok korábban kerületekbe voltak rendezve, ami gyakran észrevehető az irányítószámokon. A Magyar Posta honlapján található irányítószám-kereső,[1] valamint a teljes adatbázis letölthető XLS formátumban.
- Budapest mellett Göd, Debrecen, Szeged, Miskolc, Pécs és Győr több irányítószámmal rendelkezik, melyek a város különböző részeit jelölik. Göd esetét vélhetőleg az magyarázza, hogy a rendszer kidolgozásakor még külön település volt Alsógöd (2131) és Felsőgöd (2132). A két falu ugyan 1973 előtt (1970-ben) egyesült, de könnyedén előfordulhat, hogy az irányítószámok rendszerét ennél korábban fejlesztették ki.
- Előfordulhat, hogy egy irányítószám több települést von magába. Erre példa a 8984-es szám, ami Petrikeresztúron kívül még Gombosszeget és Iborfiát is tartalmazza.

## Fordítás
- Ez a szócikk részben vagy egészben  a   Postal codes in Hungary című angol Wikipédia-szócikk ezen változatának fordításán alapul.  Az eredeti cikk szerkesztőit annak laptörténete sorolja fel. Ez a jelzés csupán a megfogalmazás eredetét és a szerzői jogokat jelzi, nem szolgál a cikkben szereplő információk forrásmegjelöléseként.